# Нейтральный протамин Хагедорна

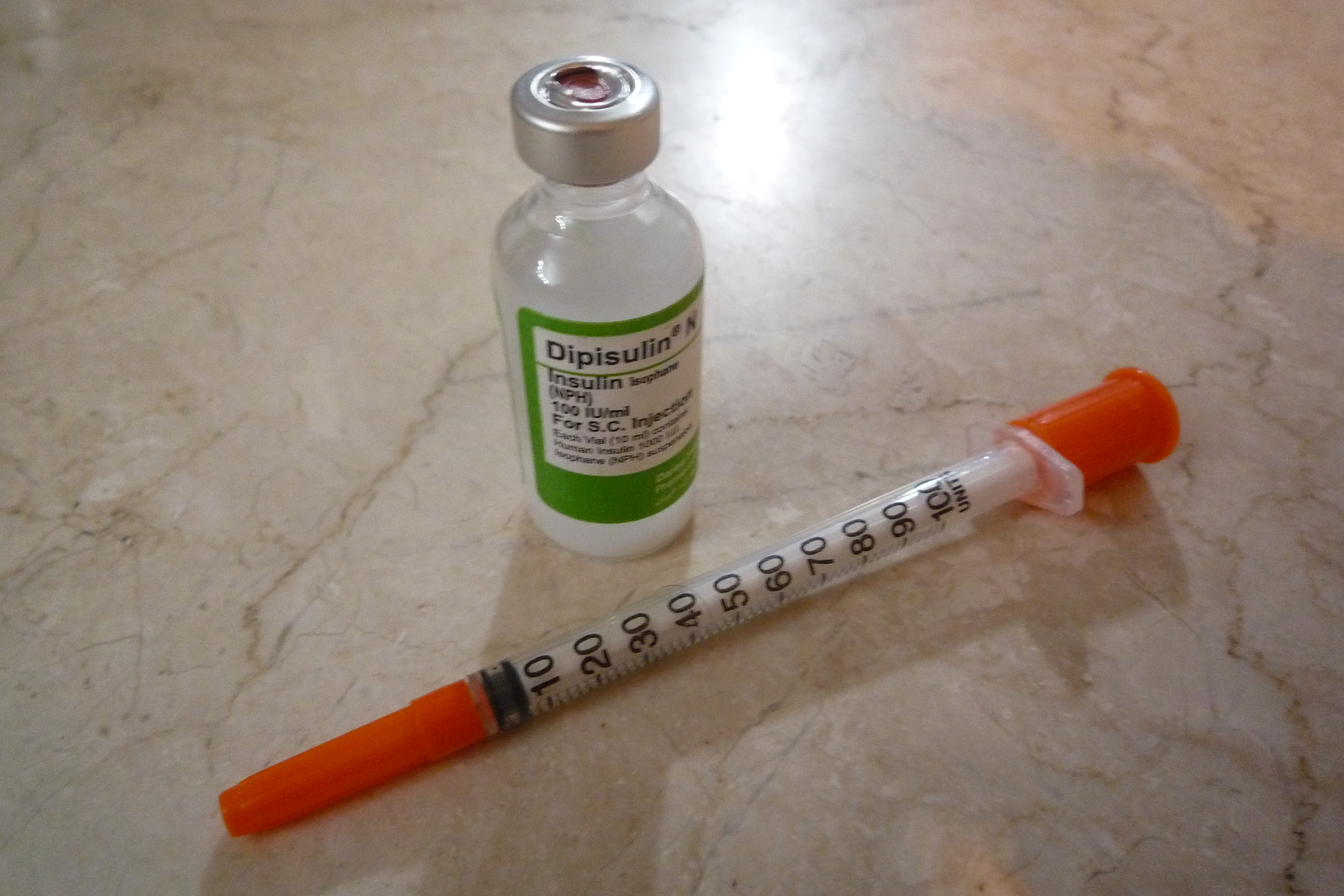

Нейтра́льный протами́н Хагедо́рна (изофа́н-инсули́н, НПХ-инсулин) — широко применяемая в клинической практике группа препаратов инсулина длительного действия, удлинение продолжительности действия которых достигнуто добавлением цинка и белка́ протами́на. Названы в честь Г. Х. Хагедорна.

## История

### Протамин-цинк-инсулин
Первым препаратом инсулина продлённого действия, стабильным в нейтральном растворе, был протамин-цинк-инсулин. Работы по созданию нерастворимого препарата инсулина вели Хагедорн (Дания) и группа учёных в Торонто в начале 1940-х годов — получен протамин-цинк-инсулин (ПЦИ), в котором обычный инсулин соединён с белком протамином, получаемым из спермы одного из видов форели (Salmo irideus). Избыток протамина в препарате образует нерастворимое соединение инсулина с протромбином, которое закупоривает лимфатические сосуды в зоне его введения и нарушает всасывание. Кроме того, замедление действия препаратов инсулина достигалось путём соединения инсулина с хлоридом цинка с получением кристаллов инсулина. Небольшое количество ионов цинка, добавленное к протамин-инсулину, позволяет получить стабильный нейтральный препарат с длительностью действия до 72 часов. Его нельзя смешивать в одном шприце с препаратами инсулина короткого действия (который будет связываться избытком протамина).

### НПХ-инсулин
Этот препарат инсулина (англ. Neutral Protamine Hagedorn) был создан в 1946 году Гансом Христианом Хагедорном. В отличие от протамин-цинк-инсулина, НПХ-инсулин содержит инсулин и протамин в изофанных, то есть равных количествах, при которых исключается избыток инсулина или недостаток протамина (отсюда и другое название этой группы препаратов инсулина — изофан-инсулин).

## Фармакология
Нейтральный протамин Хагедорна (НПХ-инсулин, изофан-инсулин) получают путём добавления к раствору кристаллического инсулина протамина из расчёта 0,4 мг на 100 ЕД инсулина. Чтобы при нейтральном pH протамин мог образовывать кристаллы инсулина, необходимо добавить небольшое количество цинка (0,016—0,04 мг/100 ЕД), фенола и/или крезола для дезинфекции. Несмотря на многократное введение иглы во флакон, такая многоступенчатая антибактериальная защита предотвращает возможность бактериального обсеменения препарата. Нейтральный pH препарата обеспечивается добавлением фосфатного буфера (pH 7,2).
Начало действия препарата через 2—4 часа после подкожного введения, пик действия развивается через 6—12 часов и максимальная продолжительность достигает 18—28 часов.
НПХ-инсулины можно стабильно смешивать с препаратами инсулина короткого действия — существуют различные коммерческие препараты, содержащие готовую смесь инсулина короткого действия и НПХ-инсулина в различных соотношениях от 10:90 до 50:50. На практике стабильные смеси применяются редко — сделать смесь инсулина короткого действия и НПХ может сам пациент или врач в инсулиновом шприце, причём в нужной индивидуальной пропорции. Это позволяет пациентам, получающим инсулинотерапию инсулиновыми шприцами уменьшить вдвое количество инъекций препаратов инсулина (обычно короткий и пролонгированный инсулин вводятся раздельно, в разных шприцах — разрешено смешивать в одном шприце только препараты инсулина короткого действия и НПХ).

## Коммерческие препараты НПХ-инсулина и стабильные смеси короткого и НПХ-инсулина[3]

### Длительного действия, NPH-инсулины
Группа NPH-инсулинов («Нейтра́льный протами́н Хагедо́рна»), он же ПЦИ (протамин — цинк — инсулин) в советской научной, также можно встретить прежнее название «Изофан». Названия препаратов:
- Protaphane MP — свиной, монопиковый
- Protaphane MС — свиной, монокомпонентный
- Protaphane HM — человеческий, монокомпонентный, полусинтетический (генноинженерный)
- Humulin NPH — человеческий, монокомпонентный, полусинтетический (генноинженерный)
- Insuman Basal HM — человеческий, монокомпонентный, полусинтетический (генноинженерный)

### Фиксированные готовые смеси препаратов инсулина короткого действия и NPH
Готовые (стабильные) смеси препаратов инсулина созданы фирмами-производителями инсулинов для ведения пациентов с сахарным диабетом в режиме двух инъекций в сутки (вместо 4—5). Подробнее см. раздел «Инсулинотерапия». Однако, они подходят далеко не всем — косвенное подтверждение этому наличие нескольких вариантов смесей в пределах одной фирмы-производителя и практически полное отсутствие препаратов этой группы на фармацевтическом рынке.
Профиль действия: зависит от состава сме́си — чем выше процент кристалли́ческого («короткого») инсулина, тем сильнее и короче действие смеси и наоборот. В практике «прижилась» смесь 30:70, которую иногда используют вместо NPH-инсулина или сочетают с «подкалыванием» инсулина короткого действия перед обедом. Смесь 50:50 нелюбима большинством эндокринологов и пациентов, поскольку часто приводит к гипогликемии.
Названия препаратов:
- Mixtard HM 10/90 (Актрафан) — готовая смесь Actrapid HM 10 % + Protaphane HM 90 %
- Mixtard HM 20/80 (Актрафан) — готовая смесь Actrapid HM 20 % + Protaphane HM 80 %
- Mixtard HM 30/70 (Актрафан) — готовая смесь Actrapid HM 30 % + Protaphane HM 70 %
- Mixtard HM 40/60 (Актрафан) — готовая смесь Actrapid HM 40 % + Protaphane HM 60 %
- Mixtard HM 50/50 (Актрафан) — готовая смесь Actrapid HM 50 % + Protaphane HM 50 %
- Humulin M1 — готовая смесь Humulin Regular 10 % + Humulin NPH 90 %
- Humulin M2 — готовая смесь Humulin Regular 20 % + Humulin NPH 80 %
- Humulin M3 — готовая смесь Humulin Regular 30 % + Humulin NPH 70 %
- Insuman Comb 15/85 — готовая смесь Insuman Rapid HM 15 % + Insuman Basal HM 85 %
- Insuman Comb 25/75 — готовая смесь Insuman Rapid HM 25 % + Insuman Basal HM 75 %
- Insuman Comb 50/50 — готовая смесь Insuman Rapid HM 50 % + Insuman Basal HM 50 %